# Viola lavrenkoana
Viola lavrenkoana là một loài thực vật có hoa trong họ Hoa tím. Loài này được Klokov miêu tả khoa học đầu tiên.